# Runaways (seriál)
Marvel's Runaways, či zkráceně Runaways, je americký televizní seriál od Joshe Schwartze a Stephanie Savage, založený na stejnojmenném týmu Marvel Comics. Seriál je umístěn v Marvel Cinematic Universe (MCU) a sdílí kontinuitu s filmy a seriály MCU. Je produkován společnostmi Marvel Television, ABC Signature Studios a Fake Empire Productions, přičemž showrunneři jsou Josh Schwartz a Stephanie Savage.
Šestici teenagerů hrají Rhenzy Feliz, Lyrica Okano, Virginia Gardner, Ariela Barer, Gregg Sulkin a Allegra Acosta. Ti pochází z různých rodinných poměrů a spolčí se proti svým rodičům, skupině Pride, kterou hrají Angel Parker, Ryan Sands, Annie Wersching, Kip Pardue, Ever Carradine, James Marsters, Brigid Brannagh, Kevin Weisman, Brittany Ishibashi, James Yaegashi a Julian McMahon
První tři díly seriálu byly zveřejněny 21. listopadu 2017. Dne 8. ledna 2018 byla objednána druhá řada seriálu čítající 13 dílů, která měla premiéru 21. prosince 2018. Dne 24. března 2019 bylo oznámeno, že seriál získá třetí řadu.. Dne 18. listopadu 2019 bylo oznámeno, že třetí řada bude poslední řadou seriálu.

## Příběh
Šestice teenagerů z různých rodinných poměrů se spojí proti společnému nepříteli – jejich zločineckým rodičům, kteří jsou známí jako skupina Pride.

## Obsazení

### Hlavní role
- Rhenzy Feliz jako Alex Wilder: šprt, který se po dlouhé době rozhodne dát dohromady své přátelé z dětství.
- Lyrica Okano jako Nico Mino: wicca, která se rozhodla izolovat se od ostatních svým gothic stylem.
- Virginia Gardner jako Karolina Dean: mimozemšťanka v těle člověka, dokáže rozsvítit své tělo duhovými barvami.
- Ariela Barer jako Gert Yorkes: je riot grrrl a bojovnice za sociální spravedlnost.
- Gregg Sulkin jako Chase Stein: středoškolský lakrosový hráč, který je považován za hlupáka, přitom má však brilantní inženýrské nápady.
- Allegra Acosta jako Molly Hernandez: nejmladší členka Runaways, která přišla v mladém věku o své rodiče a je neuvěřitelně silná.
- Angel Parker jako Catherine Wilder: Alexova matka, úspěšná právnička.
- Ryan Sands jako Geoffrey Wilder: Alexův otec, obchodník.
- Annie Wersching jako Leslie Dean: Karolinina matka, vedoucí kultu a náboženské skupiny nazvané Gibborim.
- Kip Pardue jako Frank Dean: Karolinin otec, bývalá hvězda, který má problémy ve své profesionální herecké kariéře, je jeden z vedoucích kultu.
- Ever Carradine jako Janet Stein: Chaseova matka, která má brilantní mysl.
- James Marsters jako Victor Stein: Chaseův otec, inženýrský génius.
- Brigid Brannagh jako Stacey Yorkes: matka Gerty a bioinženýrka.
- Kevin Weisman jako Dale Yorkers: otec Gerty a bioinženýr.
- Brittany Ishibashi jako Tina Minoru: matka Nico, brilantní inovátorka a ředitelka firmy.
- James Yaegashi jako Robert Minoru: otec Nico a člen Pride, jež je skvělým inovátorem.
- Julian McMahon jako Jonah: biologický otec Karoliny.

### Vedlejší role
- Danielle Campbell jako Eiffel
- Pat Lentz jako Aura
- Heather Olt jako Frances
- DeVaughn Nixon jako Darius Davis
- Cody Mayo jako Vaughn
- Alex Fernandez jako Flores
- Ozioma Akagha jako Tamar Davis
- Ajiona Alexus jako Livvie
- Helen Madelyn Kim jako Megan
- Myles Bullock jako Anthony „AWOL“ Wall
- Clarissa Thibeaux jako Xavin

### Hostující role
- Amanda Suk jako Amy Minoru; sestra Nico a dcera Tiny a Roberta, která zemřela.
- Zayne Emory jako Brandon
- Timothy Granaderos jako Lucas
- Nicole Wolf jako Destiny Gonzalez
- Nathan Davis Jr. jako Andre
- Alex Fernandez jako Flores
- Ryan Doom jako Alphona
- Devan Chandler Long jako Kincaid
- Vladimir Caamaño jako Gene Hernandez
- Carmen Serano jako Alice Hernandez
- Kimmy Shields
- Anjelika Washington
- Cooper Mothersbaugh

## Vysílání
| Řada | Díly | Premiéra na Hulu   | Premiéra na Hulu  |
| Řada | Díly | První díl          | Poslední díl      |
| ---- | ---- | ------------------ | ----------------- |
| 1    | 10   | 21. listopadu 2017 | 9. ledna 2018     |
| 2    | 13   | 21. prosince 2018  | 21. prosince 2018 |
| 3    | 10   | 13. prosince 2019  | 13. prosince 2019 |

## Produkce
Produkce filmu započala v roce 2008, ale z důvodu konkurence a úspěchu filmu Avengers se film nedokončil. V srpnu 2016 studio Marvel Television oznámilo, že nový televizní seriál Runaways získal pilotní objednávku od stanice Hulu. Obsazení seriálu bylo oznámeno v únoru roku 2017 a ten samý měsíc se začalo natáčet v Los Angeles. Seriál byl oficiálně objednán v květnu roku 2017. Premiéra se uskutečnila 16. listopadu 2017 v Los Angeles, přičemž první tři díly byly zveřejněny 21. listopadu 2017. Dne 8. ledna 2018 bylo oznámeno, že seriál získal druhou řadu čítající 13 dílů, která měla premiéru 21. prosince 2018.
Dne 24. března 2019 bylo oznámeno, že seriál získá třetí řadu.